# Coptosperma humblotii
Coptosperma humblotii är en måreväxtart som först beskrevs av Emmanuel Drake del Castillo, och fick sitt nu gällande namn av De Block. Coptosperma humblotii ingår i släktet Coptosperma och familjen måreväxter.
Artens utbredningsområde är Madagaskar. Inga underarter finns listade i Catalogue of Life.